# Древер
Дре́вер, или шведский таксообразный бракк (швед. drever), — порода коротконогих гончих собак. Распространена в Швеции, используется для охоты на зайца, лису, может охотиться и на более крупного зверя, как в одиночку, так и группами. В наши дни чаще используется как собака-компаньон.

## История породы
Порода происходит от немецких и альпийских таксообразных бракков, выведенных в середине XIX века в ответ на запрет на охоту с длинноногими собаками. В Швеции низкорослые бракки появились в начале XX века и были замечены как чрезвычайно настойчивые гончие, способные гнать дичь по лесу много часов. Была отмечена и высокая обучаемость собак. Шведские собаки отличались от оригинальных немецких чуть более высоким ростом. К середине XX века порода получила популярность, и был зарегистрирован стандарт породы с названием древер. В 1955 году FCI признала древера как самостоятельную шведскую породу.

## Внешний вид
Таксообразная собака с длинным корпусом и короткими ногами; скорее крепкая, чем элегантная, очень мускулистая, с горделивой осанкой. Голова крупная по сравнению с корпусом, удлинённая и слегка заострённая. Нос чёрный, глаза ясные и выразительные. Некрупные висячие уши посажены низко, кончики ушей закруглены. Спина ровная и сильная, хвост толстый у основания, не должен нестись выше уровня спины.
Шерсть жёсткая, прямая, плотно прилегающая. Допустимы любые окрасы с белыми пятнами, при этом требуется, чтобы белые отметины были видны со всех сторон. Чисто белый и так называемый печёночный окрасы не допускаются.

## Темперамент
Древер — проворная, неутомимая, смелая гончая собака с отличным чутьём и голосом. В быту жизнерадостна, может быть хорошим компаньоном, но из-за самостоятельного характера ей требуется «твёрдая рука». Как и всем гончим, этой собаке необходимы физические нагрузки и большие пространства.